# Tony van Diepen
Tony van Diepen (Heerhugowaard, 17 de abril de 1996) es un deportista neerlandés que compite en atletismo.
Participó en los Juegos Olímpicos de Tokio 2020, obteniendo una medalla de plata en la prueba de 4 × 400 m.
Ganó una medalla de plata en el Campeonato Mundial de Atletismo de 2022, dos medallas de bronce en el Campeonato Mundial de Atletismo en Pista Cubierta, en los años 2022 y 2024, y cinco medallas en el Campeonato Europeo de Atletismo en Pista Cubierta entre los años 2019 y 2025.

## Palmarés internacional
| Juegos Olímpicos                     | Juegos Olímpicos         | Juegos Olímpicos  | Juegos Olímpicos |
| Año                                  | Lugar                    | Medalla           | Prueba           |
| ------------------------------------ | ------------------------ | ----------------- | ---------------- |
| 2020                                 | Tokio (Japón)            | Medalla de plata  | 4 × 400 m        |
| Campeonato Mundial                   |                          |                   |                  |
| Año                                  | Lugar                    | Medalla           | Prueba           |
| 2022                                 | Eugene (Estados Unidos)  | Medalla de plata  | 4 × 400 m mixto  |
| Campeonato Mundial en Pista Cubierta |                          |                   |                  |
| Año                                  | Lugar                    | Medalla           | Prueba           |
| 2022                                 | Belgrado (Serbia)        | Medalla de bronce | 4 × 400 m        |
| 2024                                 | Glasgow (Reino Unido)    | Medalla de bronce | 4 × 400 m        |
| Campeonato Europeo en Pista Cubierta |                          |                   |                  |
| Año                                  | Lugar                    | Medalla           | Prueba           |
| 2019                                 | Glasgow (Reino Unido)    | Medalla de bronce | 400 m            |
| 2021                                 | Toruń (Polonia)          | Medalla de oro    | 4 × 400 m        |
| 2021                                 | Toruń (Polonia)          | Medalla de plata  | 400 m            |
| 2025                                 | Apeldoorn (Países Bajos) | Medalla de oro    | 4 × 400 m        |
| 2025                                 | Apeldoorn (Países Bajos) | Medalla de oro    | 4 × 400 m mixto  |